# Ноокатський район
Ноока́тський район (кир. Ноокат району) — адміністративно-територіальна одиниця в Ошській області Киргизстану. Районний та адміністративний центр — місто Ноокат. Кількість наявного населення 214 995 осіб (2009). Площа — 3179 км². Як адміністративна одиниця утворений 24 грудня 1928 року.

## Географія
Розташований на північному заході Ошської області та межує на півночі з Араванським районом, на сході з Кара-Сууським районом, на півдні з Алайським і Чон-Алайським районами Оської області, на заході з Кадамжайським районом Баткенської області, на північному заході з Ферганським вілоятом Узбекистану.
Велика частина району розташована в передгір'ї та в гірській місцевості. Висота над рівнем моря змінюється від 1200-1700 м у долині до 4454 м у горах.
Територією району протікають річки: Кирґиз-ата, Абшир-сай, Акбуура, Малий Алай, Косчан, Шанкол, Чечме, Чілісай. Вода використовується для зрошення.
Територія району вкрита переважно темно-сірими, коричневими та каштановими ґрунтами.

### Клімат
Клімат континентальний. Літо спекотне та сухе, зима холодна, сніжна.
Середня температура у долині в січні -2,6°C, у липні 24,4°C.
Середньорічна кількість опадів 270-300 мм.

## Адміністративний устрій
До складу району входять 15 аїльних (сільських) округів, 1 місто та 1 селище міського типу:
- місто районного підпорядкування Ноокату;
- селище міського типу Найман;
- 15 аїльних округів:

1. Бєльський аїльний округ (центр - с. Бель);
2. Гюльстанський аїльний округ (центр - с. імені Фрунзе, частина);
3. Джани-Ноокатський аїльний округ (центр - с. Джани-Ноокат);
4. Ісанівський аїльний округ (центр - с. Джани-Базар);
5. Караташський аїльний округ (центр - с. Караташ);
6. Кенеський аїльний округ (центр - с. Куу-Майдан);
7. Кок-Бельський аїльний округ (центр - с. Кок-Бель);
8. Кулатовський аїльний округ (центр - с. Коджо-Арик);
9. Кизил-Жовтневий аїльний округ (центр - с. Кек-Джар);
10. Киргиз-Атинський аїльний округ (центр - с. Котормо);
11. Мирмахмудівський аїльний округ (центр - с. імені Чапаєва);
12. Он-Екі-Бєльський аїльний округ (центр - с. Он-Екі-Бель);
13. імені Токтомату Зулпуєва аїльний округ (центр - с. Учбай);
14. Тоолоський аїльний округ (центр - с. Муркут);
15. Інтимакський аїльний округ (центр - с. Интимак).

## Населення
Результати переписів вказують на постійне збільшення населення району. З 1970-х по 1990-і роки кількість населення зростала в середньому на 36,7% від перепису до перепису. З початку двадцять першого століття приріст населення скоротився до 9,7% (між 1999 та 2009 роками).
Кількість наявного населення Ноокатського району за результатами переписів:
| 1970   | 1979    | 1989    | 1999    | 2009    |
| ------ | ------- | ------- | ------- | ------- |
| 76 970 | 108 261 | 144 225 | 196 544 | 214 995 |

Станом на 2009 рік у районі мешкає 236 455 осіб. З них:
| Національність | Кількість людей | Частка,% |
| -------------- | --------------- | -------- |
| киргизи        | 173 920         | 73,6     |
| узбеки         | 61 299          | 25,9     |
| хемшили        | 276             | 0,12     |
| турки          | 267             | 0,11     |
| росіяни        | 241             | 0,1      |
| татари         | 123             | 0,05     |
| інші           | 329             | 0,13     |